# Orimarga (Orimarga) transversalis
Orimarga (Orimarga) transversalis is een tweevleugelige uit de familie steltmuggen (Limoniidae). De soort komt voor in het Neotropisch gebied.